# Hugh Percy, 3. Duke of Northumberland

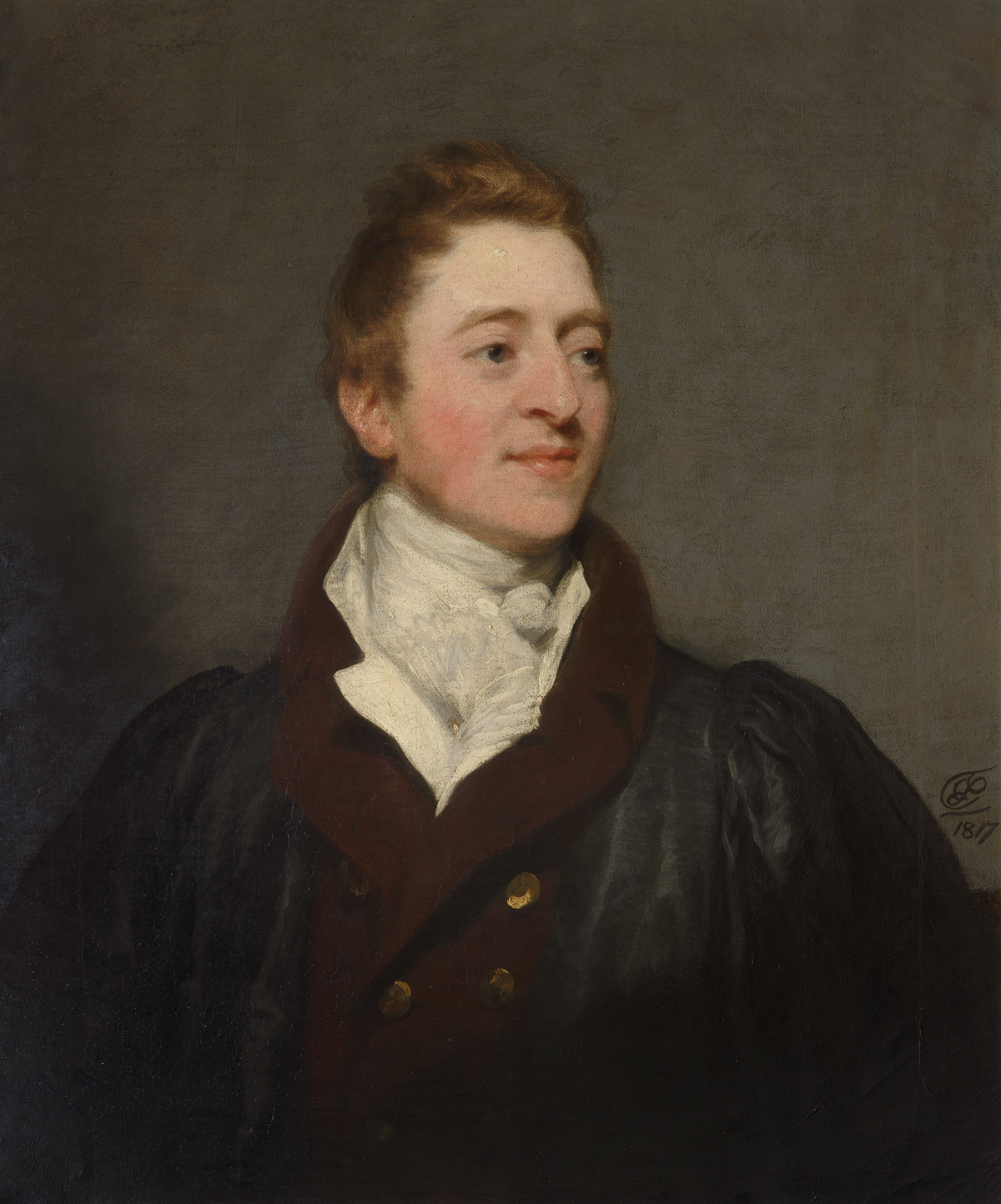
Hugh Percy, 3. Duke of Northumberland, 1817

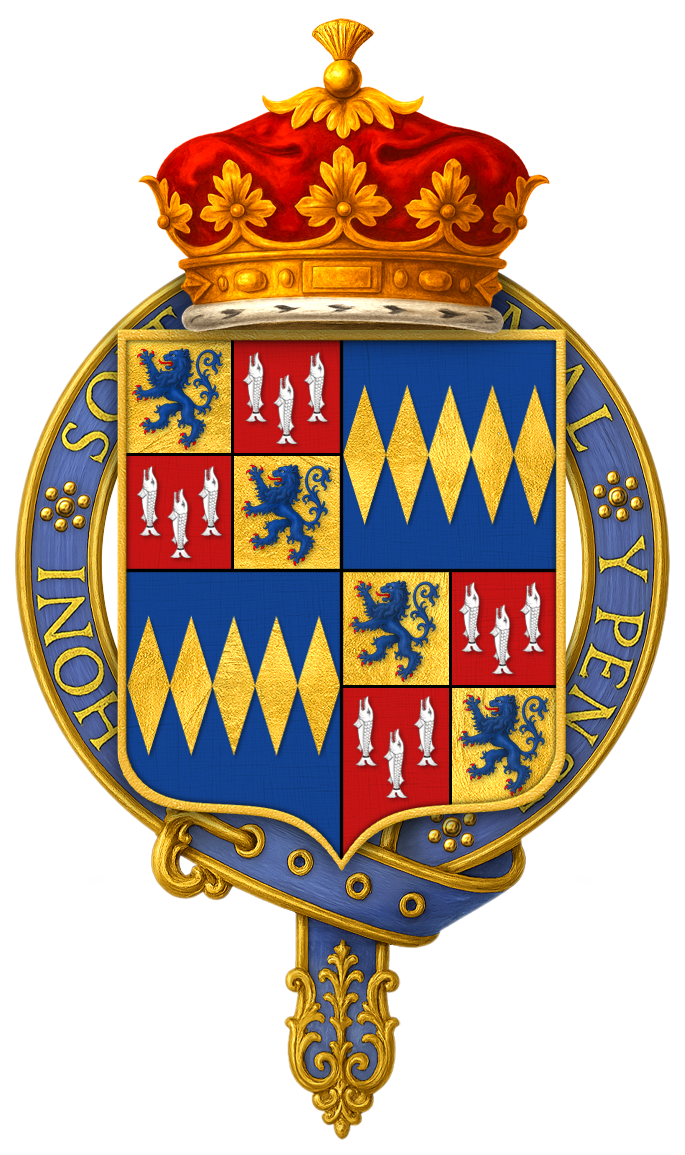
Wappen des Hugh Percy, 3. Duke of Northumberland

Hugh Percy, 3. Duke of Northumberland KG PC (* 20. April 1785; † 11. Februar 1847 in Alnwick, Northumberland) war ein britischer Adliger und Politiker.

## Leben
Percy war der älteste Sohn von Hugh Percy, 2. Duke of Northumberland (1742–1817), aus dessen zweiter Ehe mit Frances Julia Burrell (1752–1820), Schwester des Peter Burrel, 1. Baron Gwydyr. Als Heir apparent seines Vaters führte er ab 1786 den Höflichkeitstitel Earl Percy. Er besuchte das Eton College und studierte am St John’s College der Universität Cambridge. In Cambridge erwarb er die Abschlüsse eines Master of Arts (M.A., 1805) und eine Doctor of Laws (LL.D. 1809).
Während der Koalitionskriege stellte er auf seinen Ländereien ein Freiwilligen-Milizregiment für die British Army auf, das nach ihm Percy Tenantry Volunteers genannt wurde und dessen Colonel er von 1803 bis 1814 war.
Ab August 1806 wurde er erstmals als Whig-Abgeordneter ins House of Commons gewählt. Bis September 1806 war er Abgeordneter für das Borough Buckingham, von Oktober 1806 bis November 1806 für das Borough Westminster, von November 1806 bis Mai 1807 für das Borough Launceston und von Mai 1807 bis März 1812 für das County Northumberland.
Durch Writ of Acceleration wurde ihm am 12. March 1812, bereits zu Lebzeiten seines Vaters, dessen nachgeordneter Adelstitel als 4. Baron Percy übertragen. Er wurde dadurch vorzeitig Mitglied des House of Lords und schied dazu aus dem House of Commons aus. Als sein Vater im Juli 1817 starb, erbte er auch dessen übrige Titel als 3. Duke of Northumberland, 3. Earl Percy und 6. Baronet, of Stanwick. 1817 erhielt er die Ämter des Lord Lieutenant und Vice-Admiral von Northumberland. 1819 wurde er als Knight Companion in den Hosenbandorden aufgenommen und erhielt 1821 das Hofamt eines Lord of the Bedchamber. 1825 wurde er ins Privy Council aufgenommen und nahm als außerordentlicher britischer Botschafter an der Krönung von Karl X. zum König von Frankreich teil.
Ab März 1829 war er ein Jahr Lord Lieutenant of Ireland. Während dieser Zeit wurde der Catholic Emancipation Act verabschiedet. Robert Peel bezeichnete ihn als „der beste Gouverneur, der jemals die Angelegenheiten Irlands leitete“.
Im November 1834 wurde er zum High Steward der Universität Cambridge gewählt und behielt diese Ehre bis 1840, als er zum Kanzler der Universität ernannt wurde.

## Familie
Lord Northumberland heiratete am 29. April 1817 im Northumberland House Lady Charlotte Clive (1787–1866), Tochter des Edward Clive, 1. Earl of Powis. Seine Gattin war die Gouvernante der späteren Königin Victoria. Die Ehe blieb kinderlos.
Er starb im Februar 1847 im Alter von 61 Jahren in Alnwick. Seine sterblichen Überreste wurden am 23. Februar im Northumberland Vault in der Westminster Abbey beigesetzt.
Sein Nachfolger wurde sein jüngerer Bruder Lord Algernon Percy (1792–1865), der 1816 zum Baron Prudhoe ernannt worden war. Im August 1851 wurde in der St. Paul’s Church in Alnwick ein Altardenkmal für den Duke aufgestellt.